# Sery (Ardennes)
Sery település Franciaországban, Ardennes megyében. Lakosainak száma 319 fő (2022. január 1.). Sery Arnicourt, Hauteville, Inaumont, Justine-Herbigny, Mesmont, Novion-Porcien, Sorbon és Wasigny községekkel határos.

## Népesség
A település népessége az elmúlt években az alábbi módon változott:
| Lakosok száma | 402  | 314  | 268  | 330  | 347  | 357  | 357  | 338  | 329  | 319  |
|               | 1968 | 1982 | 1990 | 2006 | 2013 | 2015 | 2017 | 2019 | 2020 | 2022 |